# Jutta von Holte (Äbtissin, † 1327)
Jutta von Holte († 1327) war eine Äbtissin im Stift Nottuln.

## Leben

### Herkunft und Familie
Jutta von Holte entstammte dem Edelherrengeschlecht derer von Holte. Sie wurde als Tochter des Edelherrn Hermann von Holte und seiner Frau Sophia von Ravensberg, Tochter des Grafen Ludwig von Ravensberg, geboren. Ihr Bruder Ludwig war Pfarrer in Lüdinghausen und gehörte dem münsterischen Domkapitel an. Ihre Schwester Gertrud war mit dem Edelherren Hermann II. von Lohn verheiratet. Ihr Onkel Wigbold war Erzbischof von Köln, Wilhelm Bischof von Münster.

### Werdegang und Wirken
Am 11. September 1271 übertrug der Ritter Heinrich von Rechede der Priorin Jutta Güter für das Kleideramt. Das Amt der Äbtissin übernahm sie von Mechtild von Isenburg und fand am 12. November 1309 erstmals Erwähnung.
Beim Ankauf des Hofes Eclo durch das Kloster steuerte sie 20 Mark bei, um aus den Erträgen Messen für ihre Eltern und die Wohltäter von Nottuln zu stiften.
Jutta war geistig und künstlerisch stark interessiert. So schrieb Propst Wilhelm von Varlar in ihrem Auftrag mehrere Chorbücher und übersetzte Kirchenlieder und Psalmen.
Die Stärken der namensgleichen Äbtissin Jutta lagen weniger in der Muse als auf politischem und rechtlichem Gebiet.
Jutta führte in ihrem Siegel ein Abbild der hl. Elisabeth. Dies spiegelte die damals blühende Verehrung der Heiligen im Bistum Münster wider. Sie blieb bis zu ihrem Tode im Amt und wurde von Lisa von Katzenelnbogen 1327 als Äbtissin beerbt.